# Haykavan, Armavir
Haykavan là một đô thị thuộc tỉnh Armavir, Armenia. Dân số ước tính năm 2011 là 1413 người.